# Autoicomyces acuminatus
Autoicomyces acuminatus är en svampart som först beskrevs av Roland Thaxter, och fick sitt nu gällande namn av Roland Thaxter 1908. Autoicomyces acuminatus ingår i släktet Autoicomyces och familjen Ceratomycetaceae.   Inga underarter finns listade i Catalogue of Life.